# 高丘町 (鳥羽市)
高丘町（たかおかちょう）は、三重県鳥羽市の町。住居表示実施地域。加茂干拓地（大明東町・大明西町）の盛土を採取する土地として開発された場所で、新興住宅地となっている。住民基本台帳に基づく2019年（令和元年）10月31日現在の人口は597人、2015年（平成27年）10月1日現在の面積は0.094440874 km2。郵便番号は517-0024である。

## 地理
鳥羽市の中部、加茂地区の北部に位置する。町の成立前は安楽島町の一部であり、全方位を安楽島町に囲まれている。町名の通り、高台にある。
町内は宅地として利用されており、一部地域が第一種低層住居専用地域（容積率100%、建ぺい率60%、高さ制限10 m）に指定されている。ハザードマップ上、町の南東部に土砂災害警戒区域がある。町の南縁を三重県道750号阿児磯部鳥羽線が通り、パールロードへとつながっている。

### 小・中学校の学区
市立小・中学校に通う場合、学区は以下の通りとなる。
| 町名   | 番・番地等 | 小学校               | 中学校               |
| ------ | ---------- | -------------------- | -------------------- |
| 高丘町 | 全域       | 鳥羽市立安楽島小学校 | 鳥羽市立鳥羽東中学校 |

安楽島小学校の敷地は、高丘町の北東部と接している。

## 歴史

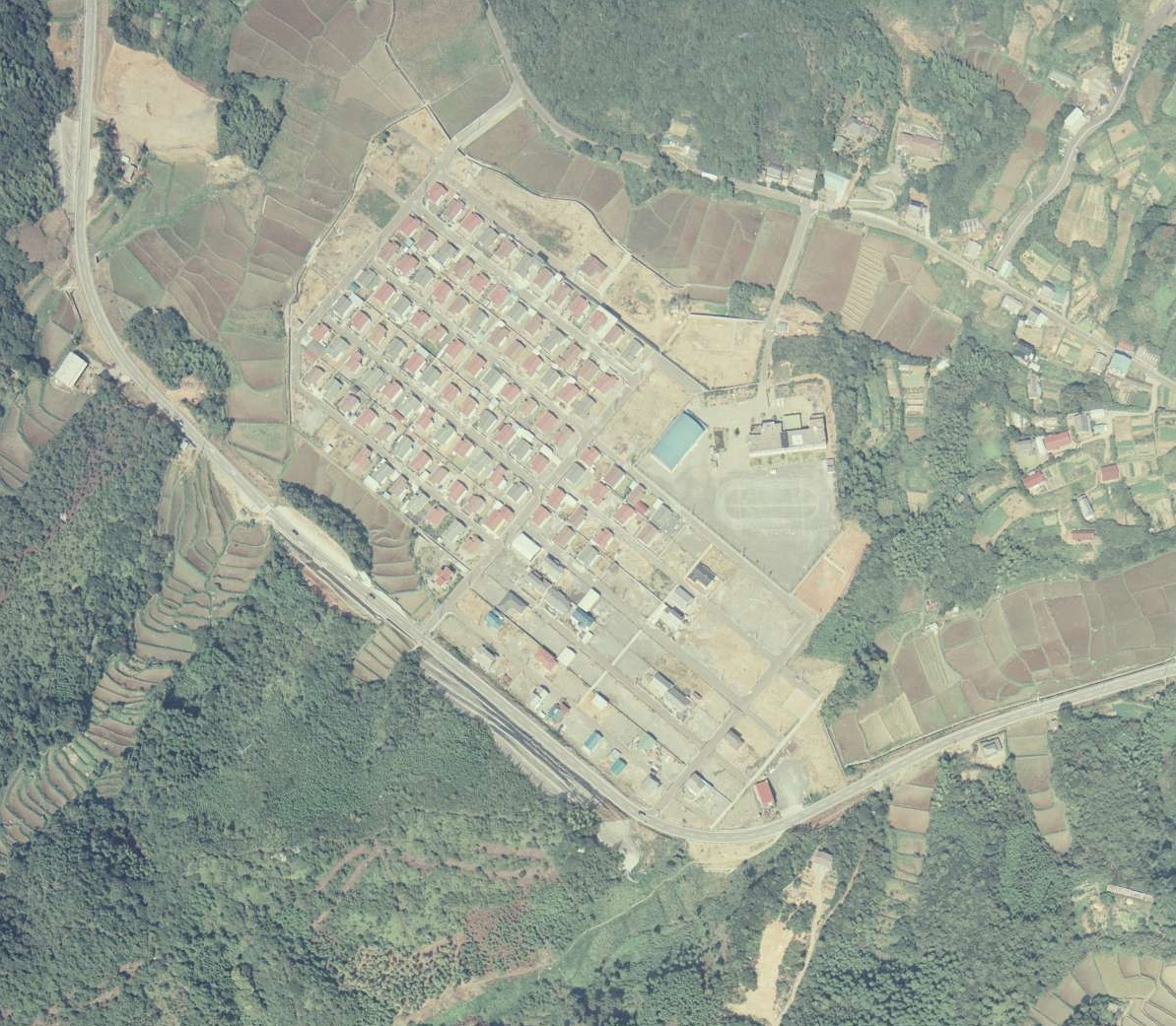
細田団地（1975年）
出典：『国土交通省「国土画像情報（カラー空中写真）」（配布元：国土地理院地図・空中写真閲覧サービス）』

1951年（昭和26年）、農林省は食糧増産を目的に加茂川河口の干拓計画を立案し、1964年（昭和39年）に55町歩（≒54.5 ha）を干拓したが、完成した頃には食糧事情は改善しており、農地化計画は中止された。そこで1970年（昭和45年）に鳥羽市開発公社が干拓地を取得し、公共用地と宅地の開発に着手した。
公社は干拓地を造成するために盛土を計画し、盛土採取のための土地を安楽島町細田の民有地に求め、約88 aを買収した。そして細田と干拓地の間を仮設道路で結び、細田から切土して干拓地に搬入し、干拓地へ一様に約2.5 mの盛土を行い1974年（昭和49年）5月に完了した。切土工事を行っている時点から、宅地造成を並行して進めており、造成完了後は安楽島団地ないしは細田団地と通称された。
その後、新町名が公募され、1976年（昭和51年）に高丘町と命名された。町名は文字通り、高い丘を意味する。
1983年（昭和58年）と1984年（昭和59年）に2年連続で町内で火災が発生したことを受け、1985年（昭和60年）から毎年1月に子ども会が拍子木を打ちながら火の用心を訴え町内を巡回する活動を開始した。この活動は、2000年（平成12年）に鳥羽市防火協会より感謝状を贈られている。

### 沿革
- 1889年（明治22年）4月1日 - 町村制の施行により、答志郡加茂村大字安楽島字細田となる。
- 1896年（明治29年）4月1日 - 答志郡が英虞郡と合併し、志摩郡加茂村大字安楽島字細田となる。
- 1954年（昭和29年）11月1日 - 加茂村が鳥羽町などと合併し、鳥羽市安楽島町字細田となる。
- 1976年（昭和51年）6月1日 - 安楽島町から分離し、鳥羽市高丘町となる[1][2]。

### 人口の変遷
総数 [世帯数：  、人口：  ]
| 1980年（昭和55年） | 172世帯 657人 |
| 1985年（昭和60年） | 190世帯 709人 |
| 1990年（平成2年）  | 206世帯 710人 |
| 1995年（平成7年）  | 234世帯 697人 |
| 2000年（平成12年） | 244世帯 711人 |
| 2005年（平成17年） | 232世帯 640人 |
| 2010年（平成22年） | 235世帯 624人 |
| 2015年（平成27年） | 237世帯 597人 |
| 2019年（令和元年） | 244世帯 597人 |

### 町名の変遷
| 実施後 | 実施年月日               | 実施前                           |
| ------ | ------------------------ | -------------------------------- |
| 高丘町 | 1976年（昭和51年）6月1日 | 安楽島町字細田の一部（細田団地） |

## 経済
2015年（平成27年）の国勢調査による15歳以上の就業者数は321人で、第一次産業（漁業）が7人（2.1%）、第二次産業が68人（21.2%）、第三次産業が246人（76.6%）となっており、産業別では多い順に卸売業・小売業（56人・17.4%）、製造業（47人・14.1%）、宿泊業・飲食サービス業（47人・14.1%）、医療・福祉（38人・11.8%）、公務（28人・8.7%）の順になる。
2014年（平成26年）の経済センサスによると、高丘町の全事業所数は10事業所、従業者数は34人である。具体的には卸売業・小売業、洗濯・理容・美容・浴場業、医療業が各2、総合工事業、道路貨物運送業、教育・学習支援業、機械等修理業が各1事業所となっている。全10事業所のうち7事業所が従業員4人以下の小規模事業所である。

## 交通

### 鉄道
高丘町には鉄道は通っておらず、最寄り駅は近鉄志摩線志摩赤崎駅である。志摩赤崎駅から高丘町まで徒歩で29 - 32分程度かかる。

### バス
2019年（令和元年）現在、高丘町にはかもめバス（鳥羽市営バス）が乗り入れており、高丘・高丘口・高丘町の3つのバス停がある。
- ■ 鳥羽小学校〜石鏡港線 鳥羽小学校
- ■ 鳥羽小学校〜石鏡港線 鳥羽バスセンター
- ■ 鳥羽小学校〜石鏡港線 鳥羽マリンターミナル（佐田浜）
- ■ 鳥羽小学校〜石鏡港線 高丘町（終点、1日1便のみ）
- ■ 鳥羽小学校〜石鏡港線 石鏡港

### 道路
- 三重県道750号阿児磯部鳥羽線 - 高丘町の南縁を通る[12]

## 施設
- 高丘公園（街区公園、8 a）[27]
  - 鳥羽市中央公民館高丘分館[28]
- 国土交通省高丘宿舎[29]
- 高丘歯科医院[30]
- 鳥羽珠算教習所高丘教室[31]